# Laniarius
A Laniarius a madarak osztályának verébalakúak (Passeriformes) rendjébe és a bokorgébicsfélék (Malaconotidae) családjába tartozó nem.

## Rendszerezésük
A nemet Louis Pierre Vieillot francia ornitológus írta le 1816-ban,  az alábbi fajok tartoznak ide:
- Laniarius willardi
- karmazsin-bozótgébics (Laniarius atrococcineus)
- fehércsőrű bozótgébics (Laniarius leucorhynchus)
- Laniarius poensis
- Laniarius fuelleborni
- Laniarius ruficeps
- szomáli bozótgébics (Laniarius nigerrimus)
- Laniarius funebris
- berber bozótgébics (Laniarius barbarus)
- Laniarius erythrogaster
- Laniarius mufumbiri
- Laniarius atroflavus
- Laniarius luehderi
- Laniarius brauni
- Laniarius amboimensis
- Laniarius major
- abesszin bozótgébics (Laniarius aethiopicus)
- Laniarius turatii
- Laniarius bicolor
- Laniarius sublacteus
- zuluföldi bozótgébics (Laniarius ferrugineus)

## Előfordulásuk
Afrika területén honosak. Természetes élőhelyeik a szubtrópusi és trópusi erdők, esőerdők, szavannák és cserjések, lápok, mocsarak, folyók és patakok környéke, valamint emberi környezet. Állandó, nem vonuló fajok.

## Megjelenésük
Testhosszuk 17-25 centiméter körüli.